# John Hopkins
John "Hopper" Hopkins (ur. 22 maja 1983 w Ramonie, Kalifornia) – amerykański motocyklista.
Pochodzi z angielskiej rodziny. Od grudnia 2007 żonaty z Ashleigh.

## Kariera

### Początki
Swoją karierę John rozpoczynał w wyścigach motocrossowych. Pierwszy wyścig minibike wygrał w 1996 roku. W sezonie 1999 rozpoczął starty w amerykańskich wyścigach szosowych, zostając już w pierwszym podejściu mistrzem Aprilia Challenge. Rok później sięgnął po tytuł mistrzowski w Supersport AMA (o pojemności 750 cm³) oraz wicemistrzowski w Formule USA Unlimited Superbike. W 2001 roku triumfował w Formule AMA Xtreme.

### MotoGP
W sezonie 2002 Hopkins zadebiutował w najwyższej kategorii Motocyklowych Mistrzostw Świata - MotoGP - podpisując kontrakt z zespołem Red Bull Yamaha WCM. W trakcie zmagań (nie wziął udziału w GP Niemiec) Amerykanin czterokrotnie plasował się w czołowej dziesiątce, najwyższą pozycję uzyskując podczas GP Holandii, gdzie był siódmy. Zdobyte punkty sklasyfikowały go na 15. miejscu, wyżej od zespołowego partnera - Australijczyka Garry'ego McCoya.
W kolejnym roku Amerykanin reprezentował fabryczną ekipę Suzuki, w której partnerem Johna był mistrz świata z sezonu 2000, Kenny Roberts Jr. Nie był to jednak udany sezon dla Hopkinsa. W wyniku szybkiej degradacji opon, spowodowanej nieudaną konstrukcją zawieszenia, "Hooper" tylko w jednym wyścigu dojechał w pierwszej dziesiątce (w GP Hiszpanii był siódmy). Kłopoty z zawieszeniem uniemożliwiły mu również start w wyścigu o GP Malezji. Podobnie, jak w zeszłym sezonie, John nie wystartował w jednej rundzie (w Brazylii). Tym razem jednak został zawieszony, za spowodowanie wypadku Lorisa Capirossiego podczas GP Japonii, na torze Motegi. W klasyfikacji generalnej uplasował się na 17. pozycji, z dorobkiem większym, aniżeli swój rodak.
Drugi sezon współpracy z japońską stajnią okazał się lepszy dla Amerykanina. Zespół poczynił znaczne postępy w kwestii sterowności motocykla, co było widoczne zwłaszcza pod koniec roku. Dowodem tego był m.in. start Johna z pierwszego rzędu podczas GP Japonii. Nie ukończył jednak wyścigu, będąc wyeliminowanym przez Lorisa, z którym postąpił tak samo w zeszłym roku. W wyniku lekkiego urazu odniesionego podczas GP Francji, nie wystartował we włoskiej rundzie na torze Mugello. Najwyższą pozycję uzyskał w GP Portugalii, w którym zajął szóstą lokatę. W klasyfikacji końcowej znalazł się na 16. miejscu.
W 2005 roku stajnia Suzuki zatrudniła nowego projektanta Paula Denninga, pracującego wcześniej z sukcesami w brytyjskich Superbike'ach, dzięki czemu maszyna stała się jeszcze bardziej konkurencyjna. Amerykanin pięciokrotnie zakończył zmagania w pierwszej dziesiątce, będąc najwyżej sklasyfikowanym podczas GP Japonii, gdzie był piąty. Na brytyjskim torze Donington Park Hopkins po raz pierwszy w karierze prowadził w wyścigu. Ostatecznie jednak rundę tą ukończył na ósmym miejscu. Zdobyte punkty sklasyfikowały go na 14. lokacie.
W sezonie 2006 Hopkins dziewięciokrotnie mieścił się w czołowej dziesiątce. Podczas GP Holandii sięgnął po pierwsze pole position w karierze (w wyścigu był szósty). W GP Chin oraz GP Hiszpanii zajął najlepszą w roku czwartą pozycję. Po raz pierwszy uzyskał pulę przekraczającą sto punktów, która dała mu 10. miejsce w ogólnej klasyfikacji.
Rok 2007 był najlepszym w karierze Amerykanina. Zmiana motocykli na 800 cm³ była dla Hopkinsa korzystna, a wielu zawodników, jak np. jego rodak Colin Edwards, widział w nim "czarnego konia" mistrzostw. Podczas przedsezonowych testów 15 lutego Amerykanin miał jednak wypadek, w wyniku którego złamał nadgarstek. Była obawa o udział "Hoopera" w początkowej fazie zmagań, ale na szczęście John zdołał wyleczyć kontuzję. W trakcie rywalizacji Hopkins czterokrotnie stanął na podium, po raz pierwszy w GP Chin. Ukończył wszystkie wyścigi, nie dojeżdżając tylko we dwóch w czołowej dziesiątce. Równa i konsekwentna jazda zaowocowała 4. pozycją w końcowej klasyfikacji, z dorobkiem blisko dwustu punktów. Jednocześnie pokonał swojego partnera z Australii Chrisa Vermeulena.
Pomimo udanego sezonu, John odszedł z zespołu, podpisując kontrakt z inną fabryczną ekipą - Kawasaki. Był to zdecydowanie słabszy sezon dla Hopkinsa, który w zaledwie czterech wyścigach dojechał do mety w pierwszej dziesiątce. Najlepsze miejsce uzyskał w GP Portugalii, w którym zajął piąte miejsce. W GP Holandii John odniósł kontuzję, w wyniku której nie był w stanie wziąć udziału w kolejnych dwóch wyścigach. Ostatecznie zmagania zakończył na 16. lokacie. Po tym, jak japońska stajnia wycofała się z serii, Amerykanin opuścił mistrzostwa.

### WSBK
W roku 2009 Amerykanin podpisał kontrakt z zespołem Stiggy Racing Honda, na starty w World Superbike. Kontuzja odniesiona podczas jednego z wypadków, zaprzepaściła sezon Hopkinsa, który w zaledwie trzech wyścigach (w Hiszpanii oraz Wielkiej Brytanii) zdobył punkty. Ostatecznie w klasyfikacji uplasował się na odległej 23. pozycji.

### AMA Superbike
W sezonie 2010 Hopkins powrócił do USA, w którym rozpoczął starty w amerykańskich Superbike'ach, w zespole M4 Monster Suzuki. Wystartował łącznie w sześciu rundach, osiągając podium w ostatnich trzech wyścigach. Zdobyte punkty pozwoliły mu zająć 10. miejsce w końcowej klasyfikacji.

## Statystyki liczbowe

### MotoGP

#### Poszczególne sezony
| Rok   | Klasa  | Motocykl             | Zespół               | Wyścig | Zwycięstwa | Pod | PP | NO | Pkt. | Poz. | WCh |
| ----- | ------ | -------------------- | -------------------- | ------ | ---------- | --- | -- | -- | ---- | ---- | --- |
| 2002  | MotoGP | Yamaha YZR500        | WCM                  | 15     | 0          | 0   | 0  | 0  | 58   | 15   | –   |
| 2003  | MotoGP | Suzuki GSV-R         | Suzuki MotoGP        | 14     | 0          | 0   | 0  | 0  | 29   | 17   | –   |
| 2004  | MotoGP | Suzuki GSV-R         | Suzuki MotoGP        | 15     | 0          | 0   | 0  | 0  | 45   | 16   | –   |
| 2005  | MotoGP | Suzuki GSV-R         | Suzuki MotoGP        | 17     | 0          | 0   | 0  | 0  | 63   | 14   | –   |
| 2006  | MotoGP | Suzuki GSV-R         | Suzuki MotoGP        | 17     | 0          | 0   | 1  | 0  | 116  | 10   | –   |
| 2007  | MotoGP | Suzuki GSV-R         | Suzuki MotoGP        | 18     | 0          | 4   | 0  | 2  | 189  | 4    | –   |
| 2008  | MotoGP | Kawasaki Ninja ZX-RR | Kawasaki Racing Team | 15     | 0          | 0   | 0  | 0  | 57   | 16   | –   |
| 2011  | MotoGP | Suzuki GSV-R         | Suzuki MotoGP        | 1      | 0          | 0   | 0  | 0  | 6*   | 18*  | –   |
| Razem |        |                      |                      | 112    | 0          | 4   | 1  | 2  | 563  |      | 0   |

- – sezon trwa.

#### Wyniki
| Rok  | Klasa  | Motocykl | 1      | 2      | 3      | 4      | 5      | 6      | 7      | 8      | 9      | 10     | 11     | 12     | 13     | 14     | 15     | 16     | 17     | 18     | Poz | Pkt |
| ---- | ------ | -------- | ------ | ------ | ------ | ------ | ------ | ------ | ------ | ------ | ------ | ------ | ------ | ------ | ------ | ------ | ------ | ------ | ------ | ------ | --- | --- |
| 2002 | MotoGP | Yamaha   | JPN 12 | RSA 13 | SPA 14 | FRA 11 | ITA 12 | CAT 10 | NED 7  | GBR 8  | GER    | CZE NU | POR 8  | BRA 14 | PAC 14 | MAL 18 | AUS 16 | VAL 11 |        |        | 15  | 58  |
| 2003 | MotoGP | Suzuki   | JPN 13 | RSA 13 | SPA 7  | FRA NU | ITA NU | CAT 15 | NED 15 | GBR 11 | GER NU | CZE 17 | POR 18 | BRA    | PAC NU | MAL EX | AUS 12 | VAL 13 |        |        | 17  | 29  |
| 2004 | MotoGP | Suzuki   | RSA 13 | SPA 15 | FRA NU | ITA    | CAT NU | NED 14 | BRA 15 | GER 9  | GBR 8  | CZE NU | POR 6  | JPN NU | QAT 8  | MAL NU | AUS 15 | VAL 12 |        |        | 16  | 45  |
| 2005 | MotoGP | Suzuki   | SPA 14 | POR NU | CHN 7  | FRA 16 | ITA 11 | CAT NU | NED 14 | USA 8  | GBR 11 | GER NW | CZE 14 | JPN 5  | MAL 9  | QAT 17 | AUS 10 | TUR 15 | VAL 13 |        | 14  | 63  |
| 2006 | MotoGP | Suzuki   | SPA 9  | QAT NU | TUR 17 | CHN 4  | FRA 15 | ITA 10 | CAT 4  | NED 6  | GBR 8  | GER 10 | USA 6  | CZE 7  | MAL 6  | AUS 12 | JPN 12 | POR 6  | VAL 11 |        | 10  | 116 |
| 2007 | MotoGP | Suzuki   | QAT 4  | SPA 19 | TUR 6  | CHN 3  | FRA 7  | ITA 5  | CAT 4  | GBR 5  | NED 5  | GER 7  | USA 15 | CZE 2  | SMR 3  | POR 6  | JPN 10 | AUS 7  | MAL 8  | VAL 3  | 4   | 189 |
| 2008 | MotoGP | Kawasaki | QAT 12 | SPA 7  | POR 5  | CHN 14 | FRA NU | ITA NU | CAT 10 | GBR NU | NED NW | GER    | USA    | CZE 11 | SMR 14 | IND 14 | JPN 10 | AUS 13 | MAL 11 | VAL 14 | 16  | 57  |
| 2011 | MotoGP | Suzuki   | QAT    | SPA 10 | POR    | FRA    | CAT    | GBR    | NED    | ITA    | GER    | USA    | CZE    | IND    | RSM    | ARA    | JPN    | AUS    | MAL    | VAL    | 18* | 6*  |

- – sezon trwa.